# Alessandro Cambalhota
Alessandro Andrade de Oliveira, meglio noto come Alessandro Cambalhota (Teixeira de Freitas, 27 maggio 1973), è un ex calciatore brasiliano, di ruolo attaccante.

## Carriera

### Club
Inizia la propria carriera nel 1994 con il Novorizontino per poi passare nel 1995 al Vasco da Gama con 2 presenze e 0 gol. Nell'estate dello stesso anno passa al Santos per l'annata 1996 dove segna 7 volte su 20 partite. Tenta l'avventura remunerativa nella J. League con il Júbilo Iwata nel 1997 con 22 presenze e 8 gol. Nel 1998 torna in Brasile al Santos dove realizza 4 gol in 24 partite ed il suo rendimento gli vale il rinnovo del contratto anche per la stagione 1999.

### Nazionale
Ha disputato una partita con la nazionale brasiliana nel 1999 in amichevole contro la Corea del Sud.

## Palmarès

### Club

#### Competizioni statali
- Torneo Rio-San Paolo: 1

Santos: 1997
- Copa Sul-Minas: 1

Cruzeiro: 2002
- Campionato Mineiro: 1

Cruzeiro: 2002 (Supercampeonato)
- Campeonato Paulista Série A2: 1

Linense: 2010

#### Competizioni nazionali
- Campeonato Brasileiro Série C: 1

Novorizontino: 1994
- Supercoppa di Portogallo: 1

Porto: 1999
- Coppa del Portogallo: 1

Porto: 1999-2000

#### Competizioni internazionali
- Coppa CONMEBOL: 1

Santos: 1998